# Koelpinia
Koelpinia là một chi thực vật có hoa trong họ Cúc (Asteraceae).

## Loài
Chi Koelpinia gồm các loài: